# Eugenia Umińska
Eugenia Umińska (Varsovia, 4 de octubre de 1910-Cracovia, 20 de noviembre de 1980) fue una profesora y virtuosa violinista polaca.

## Biografía

### Primeros años
Hija de Teodora y Stanislavo de Czeczottów. Su educación musical en violín comenzó a la edad de 4 años. A la edad de 10 años fue admitida como estudiante en el Conservatorio de Varsovia con el profesor Józef Jarzębski. En 1926 se graduó y un año después recibió el premio cum laude en el Conservatorio de Varsovia. Empezó de trabajar en la radio polaco como también en el cuarteto de Varsovia de la Corporación Musical. Entre 1928 – 1932 estudió fuera de Polonia con la beca del Gobierno de Polonia con Otakar Ševčík en Checoslovaquia, y posterior como becada de la Radio polaca con George Enescu en París.

### Comienzos de la carrera musical
Entre 1932 y 1934, fue concertino de la Orquesta de la Radio polaca en Varsovia. comienza con la carrera internacional como violinista. 
Desde 1934 hasta 1939 participó en más de 100 conciertos en colaboración del ORMUZ-u (Organización de Movimiento Musical y Cooperación Editarial de Música Polaca „ORMUZ”).

### Segunda Guerra Mundial
Hasta la Segunda Guerra Mundial tocó conciertos con orquestas sinfónicas en todos los países de Europa. Tocó con músicos famosos como: Karol Szymanowski, Grzegorz Fitelberg, Artur Rodziński, Walerian Bierdiajew, Clemens Krauss, Zygmunt Latoszewski, Zygmunt Dygat, Witold Małcużyński, Jerzy Lefeld, Ivor Newton, Maria Wiłkomirska, Janina Wysocka-Ochlewska, Szalewski, Jan Hoffman, Bolesław Woytowicz, Irena Dubiska, Kazimierz Wiłkomirski, Zofia Adamska.
En la guerra y durante la ocupación alemana vivió en Varsovia. Integró durante tres años con Kazimiera y María Wiłkomirska el Trio Wiłkomirskich y tocó en SiM-ie y en el Café Woytowicza. En 1941 fundó el Quarteto Umińska con Henryk Trzonek, Kazimierz Wiłkomirski y Roman Padlewski. Después de haberse opuesta para tocar para los invasores alemanes en noviembre de 1943 se tuvo que esconder y abandonó Varsovia. en ese tiempo escribió varias transcripciones para violín, entre otros 5 mazurkas de K. Szymanowski, cuales se perdieron en el Levantamiento de Varsovia. Después, regresó a Varsovia y recibió entrenamiento en servicios de apoyo a la salud del ejército de Cracovia. En el undécimo día del Alzamiento fue capturada, pero escapó del transporte de presos cerca de Pruszkow. Hasta el final de la guerra vivió con amigos en Ostrowiec Świętokrzyski.

### Después de 1945
En mayo de 1945, se mudó a Cracovia. Fue profesora y rectora de la Escuela Estatal Superior de Música de Cracovia (1961-66). También enseñó en la Escuela Primaria de Música y la Escuela Superior de Música de Cracovia. Sus alumnos eran, entre otros: Ewa Shubra - Jergón, Jadwiga Kaliszewska, Zdzislaw Polonek, Kaja Danczowska, Henryk Jarzynski, Teresa Głąbówna, Roman Reiner, Irena Bizoń Wieslaw Kwaśny, Robert Kabara. Dio conciertos en Polonia y en el extranjero como solista y en agrupaciones de cámara. Editó más de 100 Partituras de la literatura de violín además de editar las obras completas de compositor polaco Karol Szymanowski en Cracovia. Fue miembro del Consejo de Redacción de PWM, para la sociedad musical Henryk Wieniawski y la Asociación de artistas y músicos polacos. Recibió numerosos premios y reconocimientos.
Fue jurado en concursos internacionales de violín:
- Concurso " Primavera de Praga " en Praga - 1949 , 1973 ;
- Concurso Margeritta largo y Jacques Tibaud - 1960 , 1962, 1963;
- Concurso J.Sibeliusa en Helsinki - 1965, 1970 ;
- Concurso Paganini en Génova - 1973;
- Concurso J. Sigetti en Budapest - 1973;
- Concurso "Vianna da Motta" en Lisboa - 1973 ;
- Concurso Reina Elisabeth en Bruselas - 1971, 1976;
- Concurso H. Wieniawski en Poznan -  Violín: 1952.1957 , 1962, 1967 , 1972 ; y también en Laúd : 1962 , 1967.

Falleció 20 de noviembre de 1980. Está enterrado en el cementerio Rakowice en Cracovia.